# 皮爾遜氏單寶蓮魚
皮爾遜氏單寶蓮魚，為輻鰭魚綱脂鯉目脂鯉亞目脂鯉科的其中一個種，分布於南美洲玻利維亞Beni河流域，體長可達4.4公分，棲息在底中層水域，生活習性不明。